# 贡布扎布·奥其尔巴特
贡布扎布·奥其尔巴特（1929年11月15日—），蒙古族，蒙古国扎布汗省诺木尔格县人，蒙古政治家，曾任蒙古人民革命党中央委员会主席。

## 生平
1929年，奥其尔巴特生于扎布汗省诺木尔格县。1949年，奥其尔巴特加入蒙古人民革命党。1953年、1958年、1972年，奥其尔巴特先后毕业于蒙古国立大学、莫斯科大学、苏共中央社会科学院，最终获得哲学副博士学位。1958年至1960年，奥其尔巴特任蒙古国立大学俄语系教员、教研室主任。 1960年至1962年，担任国家出版委员会副编辑。1962年至1964年，担任《真理报》第一副主编。1964年至1969年，任蒙古人民革命党中央宣传部部长。1972年至1982年，任工会中央理事会主席。1986年5月蒙古人民革命党第十九次代表大会时，奥其尔巴特任蒙古人民革命党中央党务部副部长。此后奥其尔巴特曾任蒙古人民革命党常驻《和平与社会主义问题》杂志代表。
1961年，奥其尔巴特当选为蒙古人民革命党候补中央委员。从蒙古人民革命党第十五次代表大会至第十九次代表大会，奥其尔巴特连续当选中央委员。1973年至1982年，奥其尔巴特兼任大人民呼拉尔主席团委员。 1990年3月起，奥其尔巴特任蒙古人民革命党中央委员会总书记，并当选政治局委员。同年4月13日，奥其尔巴特当选蒙古人民革命党中央委员会主席，任至1991年2月。